# 사랑의 환절기
《사랑의 환절기》는 1984년 5월 11일에 방영된 KBS 1TV 청소년문학관 시리즈 중 네 번째 작품이다.

## 줄거리
고등학교 2학년인 남영은 대학교수인 아버지와 큰언니 동영, 둘째 언미 서영과 함께 살고 있다. 어느날 아버지의 제자이며 역사학도인 최지훈이 아버지의 부탁으로 책을 구해 집에 찾아온다. 지훈은 현대적인 성격의 둘째 서영을 마음에 두지만 남영은 지훈에게 호감을 느낀다. 아버지는 서영과 지훈을 맺어 주려 하는데, 지훈이 교통사고를 당해 다리를 다치게 되자 서영은 냉정하게 돌아서 버린다.

## 등장 인물

### 주요 인물
- 이혜정 : 김남영 역
- 이순재 : 김 교수 역

### 그 외 인물
- 홍요섭 : 장석재 역
- 하미혜 : 김동영 역
- 백준기 : 최지훈 역
- 차화연 : 김서영 역
- 반효정
- 박주아
- 박시영
- 박양례